# Claraeola cyclohirta
Claraeola cyclohirta är en tvåvingeart som beskrevs av Skevington 2002. Claraeola cyclohirta ingår i släktet Claraeola och familjen ögonflugor. Inga underarter finns listade i Catalogue of Life.